# Laëtitia Tignola
Laëtitia Tignola (ur. 25 sierpnia 1972) – francuska judoczka. Olimpijka z Sydney 2000, gdzie odpadła w eliminacjach wadze półlekkiej.
Drużynowa medalistka mistrzostw świata w 1997 i 1998. Startowała w Pucharze Świata w latach 1991, 1993 i 1995–2002. Mistrzyni Europy w 2000; trzecia w 2001; piąta w 1995, a także zdobyła cztery medale w drużynie. Mistrzyni Francji w 1994, 1996, 1997 i 2001 roku.

## Letnie Igrzyska Olimpijskie 2000
| Konkurencja | Eliminacje                  | Eliminacje               | Klas. końcowa |
| Konkurencja | Przeciwnik I                | Przeciwnik II            | Miejsce       |
| ----------- | --------------------------- | ------------------------ | ------------- |
| 52 kg       | Judith Esseng Abolo (CMR) Z | Rebecca Sullivan (AUS) P | 2 runda       |